# ضغط إسموزي

في التناضح يمر الماء عبر الغشاء إلى محلول الملح حتى حدوث توازن للضغط على الجهتين.(إلى اليسار : بداية التجربة، إلى اليمين: نهاية التجربة.)

الضغط الإسموزي أو الضغط التنافدي هو الحد الأدنى للضغط الذي يحتاج ليتم تطبيقه على السوائل لمنع دخول المياه عبر غشاء نصف نافذ. ويعرف أيضا كمقياس لميل المحلول لسحب المياه عن طريق التناضح.
ظاهرة الضغط الإسموزي تنشأ من ميل المذيب النقي للتحرك عبر غشاء شبه نفاذة إلى المحلول الحاوي على المادة المذابة خلال غشاء غير منفذ للمادة الذائبة. هذه العملية هي ذات أهمية حيوية في علم الأحياء حيث غشاء الخلية هو انتقائي تجاه العديد من المواد المذابة الموجودة في الكائنات الحية.
من أجل رؤية هذا التأثير، تخيل أنبوب على شكل U الأنجليزي مع كميات متساوية من الماء على كل جانب، ويفصل بينهما غشاء عند قاعدته التي هي غير منفذة إلى جزيئات السكر (مصنوعة من أنابيب غسيل الكلى). تمت إضافة السكر إلى الماء على جانب واحد. فإن ارتفاع الماء على كل جانب تغيير يتناسب مع ضغط من الحلول. الضغط الاسموزي يتسبب في ارتفاع الماء في المقصورة التي تحتوي على السكر في الارتفاع، بسبب حركة المياه النقية من المقصورة بدون سكر في حجرة تحتوي على الماء والسكر. هذه العملية سوف تتوقف بمجرد أن الضغوط في الماء والسكر في الماء نحو جانبي الغشاء تصبح على قدم المساواة.
فوائد الضغط الاسموزي
1. الضغط الأسموزي مهم للنباتات: حيث تعمل النباتات على إدخال الماء عبر الجذور على هذا الأساس، حيث تكون الجذور ذات تركيز أملاح أعلى من التربة مما يؤدي إلى  انتقال المياه للجذور من التربة; وهذا سبب جفاف النباتات عند زيادة ملوحة التربة حيث تتوقف أو تنعكس الظاهرة الأسموزية مؤدية إلى جفاف النبتة.
2. مهم للخلايا التي لا تحتوي على غلاف خلوي: فالضغط الأسموزي أساس لانتقال الماء منها وإليها مثل: البكتيريا.
3. تحلية مياه البحار: ولكنها لا تعتمد على الضغط الأسموزي وإنما على عكسه، حيث يتم توليد ضغط معاكس للضغط الأسموزي وأكبر منه مما يؤدي إلى انتقال المياه العذبة إلى الطرف الآخر عبر الغشاء.
4. في الطب: يمكن القضاء على بعض الكائنات الدقيقة عبروضعها في سائل ذا تركيزأملاح  قليل مما يؤدي إلى دخول السائل بكميات كبيرة إلى الخلية الدقيقة مما يؤدي إلى انفجارها، والعكس مما يؤدي إلى جفافها.

## التطبيقات

حالات الضغط التناضحي في الخلية النباتية.

الضغط الاسموزي هو أساس تصفية ("التناضح العكسي")، وهي عملية تستخدم عادة لتنقية المياه. الماء لتنقيته يوضع في حجرة و وضعها تحت قدر من الضغط أكبر من الضغط الاسموزي بواسطة الماء والمواد المذابة فيه. جزء من الغرفة يفتح لغشاء ذو نفاذية تفاضلية الذي يسمح عبور جزيئات الماء، ولكن ليس جزيئات المادة المذابة. الضغط الاسموزي في مياه المحيطات حوالي 27 جو (وحدة). التناضح العكسي بتحلية المياه العذبة من المياه المالحة المحيط.
الضغط الاسموزي ضروري لكثير من وظائف النبات. فهو يؤدي إلى ضغط الإمتلاء في جدار الخلية الذي يسمح للنباتات العشبية بالوقوف منتصبة، وكيف تنظم النباتات النقل من الثغور. في الخلايا الحيوانية، والتي تفتقر إلى جدار الخلية، ويمكن الضغط الاسموزي المفرط يؤدي إلى انحلال خلوي.